# Markus Benz
Markus Benz (* 1955 in Offenburg) ist ein ehemaliger deutscher Politiker der Partei Die Violetten – für spirituelle Politik (Die Violetten). Er ist von Beruf Jurist. Von Februar 2012 bis zum 8. November 2015 war er gemeinsam mit Irene Garcia Vorsitzender der Violetten. Bei der Wahl zum 17. Deutschen Bundestag im Jahr 2009 kandidierte er im Bundestagswahlkreis Freiburg und erhielt 1021 Stimmen, dies entsprach 0,7 % der abgegebenen Stimmen. Außerdem kandidierte er erfolglos auf dem ersten Listenplatz seiner Partei in Baden-Württemberg, wo er 2009 Landessekretär war.